# مادي كريبن
مادلين ماري كريبن (من مواليد 10 يوليو 1980)، والمعروفة أيضًا باسمها بعد الزواج مادلين بلانكي، هي سباحة أمريكية سابقة. مثّلت كريبن الولايات المتحدة في دورة الألعاب الأولمبية الصيفية لعام 2000.

## الحياة المهنية
في عام 1997، حصلت كريبن على الميدالية الفضية مع فريق الولايات المتحدة الأمريكية في بطولة بان باسيفيك في فوكوكا، اليابان. وذلك لتحقيقها المركز الخامس في سباق 400 متر فردي متنوع، والسادس في سباق 200 متر فردي متنوع في بطولة العالم للألعاب المائية عام 1998 في بيرث، أستراليا. ومثلت الولايات المتحدة الأمريكية في بطولة بان باسيفيك عام 1999، حيث احتلت المركز الرابع في سباق 499 متر فردي متنوع.
حصلت كريبن على مكان في الفريق الأولمبي لعام 2000 بعد حصولها على المركز الثاني في سباق 400 متر فردي متنوع في التجارب الأولمبية الأمريكية. وفي دورة الألعاب الأولمبية الصيفية لعام 2000، احتلت المركز السادس في هذا الحدث. وبعد أدائها الأولمبي، تنافست كريبن في بطولة بان باسيفيك لعام 2002 وبطولة العالم لعام 2003 في برشلونة، إسبانيا. كريبن هي بطلة وطنية للولايات المتحدة ثلاث مرات، وفازت بلقبين وطنيين في سباق 400 متر فردي متنوع وواحد في سباق 200 متر صدر. وشمل مدربيها في أولمبياد عام 2000 المدرب ديك شولبيرج، الذي كان مدربًا استشاريًا للسيدات في الألعاب في ذلك العام. 
وأثناء دراستها في جامعة فيلانوفا، سبحت مع فريق فيلانوفا وايلدكاتس للسباحة والغطس في الرابطة الوطنية لرياضة الجامعات (NCAA) ومنافسات مؤتمر بيج إيست. خلال مسيرتها الجامعية في السباحة، فازت كريبن ببطولة الرابطة الوطنية لرياضة الجامعات في سباق 400 ياردة فردي متنوع وعشر بطولات بيج إيست، وحصلت على لقب "سباحة العام" في بيج إيست عامي 1999 و2001. كما حصلت على لقب "سباحة العام" في فيلانوفا أعوام 1999 و2001 و2002.
في عام 2019، أُدخلت مادي إلى قاعة مشاهير فيلانوفا الرياضية. 

## الحياة الشخصية
كريبن هي ابنة بيتر وباتريكا كريبن. كانت هي وشقيقها الراحل فران وشقيقتاها تيريزا وكلير أعضاءً في فريق السباحة بأكاديمية جيرمانتاون وسبحوا تحت قيادة المدرب ريتشارد "ديك" شولبيرج. وقد تأهل جميعهم الأربعة لتجارب الفريق الأولمبي الأمريكي في السباحة. فاز شقيقها فران بالميدالية البرونزية في سباق المياه المفتوحة لمسافة 10 كيلومترات في بطولة العالم للألعاب المائية عام 2009. سبح لصالح جامعة فيرجينيا حيث كان سباحًا أمريكيًا 11 مرة وسباحًا لمؤتمر ساحل المحيط الأطلسي (ACC) مرتين في عامي 2006 و2008. توفي في 23 أكتوبر 2010 بسبب الإرهاق قبل أن لم يعبر خط النهاية أثناء سباق لم تكن فيه إجراءات السلامة كافية. شقيقتهاالأخرى كلير كريبن، هي أحد المتأهلين للنهائيات الوطنية وأحد أعضاء NCAA All-American وسبحت لصالح جامعة فيرجينيا. شقيقتها تيريزا هي بطلة دورة الألعاب الأمريكية في سباق 200 متر سباحة على الظهر وكانت عضوًا في الفريق الوطني الأمريكي، وتنافست في بطولة العالم للسباحة 2011 في شنغهاي، الصين؛ سبحت تيريزا لصالح جامعة فلوريدا.
اعتزلت كريبن السباحة عام 2004، وتعمل الآن في مجال التسويق. كانت عضوًا في مجلس إدارة الاتحاد الأمريكي للسباحة واللجنة التنفيذية للرياضيين.
كريبن متزوجة من شون بلانكى، وهو قائد في خفر السواحل الأمريكي. 